# Данкан Ґудх'ю
Данкан Ґудх'ю  (англ. Duncan Goodhew, 27 травня 1957) — британський плавець, олімпійський чемпіон.

## Виступи на Олімпіадах
| Олімпіада     | Дисципліна                    | Місце     |
| ------------- | ----------------------------- | --------- |
| Монреаль 1976 | плавання на 100 метрів брасом | 7         |
| Монреаль 1976 | комплексна естафета 4 × 100   | 2 h1 r1/2 |
| Москва 1980   | плавання на 100 метрів брасом | 1         |
| Москва 1980   | плавання на 200 метрів брасом | 6         |
| Москва 1980   | комплексна естафета 4 × 100   | 3         |